# Salvelinus youngeri
Salvelinus youngeri är en fiskart som beskrevs av Friend, 1956. Salvelinus youngeri ingår i släktet Salvelinus och familjen laxfiskar. Inga underarter finns listade i Catalogue of Life.
Denna fisk förekommer i olika sjöar i Skottland som Loch Eck, Loch Awe, Loch Lee, Loch Earn och Loch Doon. Dessutom blev arten införd i Megget Reservoir och Talla Reservoir. Individerna simmar under september och oktober till sjöns grunda delar för äggens befruktning. Födan utgörs av olika smådjur. Salvelinus youngeri kan leva nio år. I olika skotska insjöar etablerades fiskodlingar med rödingar från Kanada. Individerna kan rymma och utgöra konkurrenter för den inhemska arten. IUCN kategoriserar arten globalt som sårbar.